# 藤田忠 (経営学者)
藤田 忠（ふじた ただし、1921年10月21日 - 1989年7月1日）は、日本の経営学者。
水戸市出身。1945年東京帝国大学文学部心理学科卒、1947年同大学院修了。1972年「職務分析と労務管理」で慶應義塾大学商学博士。1949年東京工業大学経営工学科助手、1953年横浜国立大学経済学部講師、1956年助教授、1965年教授。1967年経営学部教授。1975-1978年経営学部長。図書館長をへて、1987年定年退官、名誉教授。1962年『人事考課と労務管理』で日経・経済図書文化賞受賞。

## 著書
- 『適性考査と適性配置』綜合通信社 1948
- 『職務分析と労務管理』白桃書房 1959
- 『人事考課と労務管理』白桃書房　1962
- 『職務給・資格給 設定と運用』白桃書房　1965
- 『歴史に学ぶ人材活用法』ダイヤモンド社　1966
- 『統率の心理学』日本経営者団体連盟弘報部 部課長自己啓発シリーズ 1976
- 『現代人事・労務管理論』白桃書房　現代経営学全集 1982
- 『人物選考と採用面接を考える』日本生産性本部 1982
- 『あなたは人を率いられるか』薬事日報社　教育研修シリーズ　1987
- 『あなたは人を活かせるか』薬事日報社　教育研修シリーズ　1988
- 『あなたは人を育てられるか』薬事日報社　教育研修シリーズ　1988

### 共編
- 『講座現代のビズネス 第5 近代経営学入門』松尾博共編　春秋社 1965
- 『人事管理』編　有斐閣双書　1973